# Орбелян Костянтин Агапаронович
Костянтин Агапаронович Орбелян (*29 липня 1928, Армавір, СРСР — 24 квітня 2014, Лос-Анджелес, США) — радянський вірменський піаніст. Народний артист СРСР (1979). Член КПРС з 1961 року. Член Союзу кінематографістів Вірменської РСР.

## Біографія
У 1952 р. Орбелян поступив до музичного училища імені Мелікяна, потім продовжив навчання в Єреванській консерваторії.
В 1956 р. Костянтин Агапаронович був призначений диригентом та художнім керівником Державного естрадного оркестру Вірменії.
В 1992 р. — емігрував до США.

## Нагороди
Орден «Знак Пошани» (1964)
Орден «Кирило і Мефодій» (1976)
Орден Святого Месропа Маштоца (2003)
Орден Пошани (2012)
Почесний громадянин м. Ґоріс
Почесний громадянин Єревану